# Per Hedenbladh
Per Hedenbladh, född 1714 på Övra Heden i Stora Kopparbergs församling , död 3 oktober 1788[källa behövs] i Stora Kopparbergs församling , var en svensk ämbetsman .

## Biografi
Per Hedenbladh var verksam inom svensk bergshantering. Han blev bergsfiskal i Falun 1747. Åren 1758-1788 var han bergmästare i Stora Kopparbergs bergslag. Från 1762 var titeln bergshauptman. Från 1778 var han bergsråd. 1764 valdes Hedenbladh till riksdagsman men utvoterades av mössornas fullmaktsgranskning i början av 1765 till förmån för en kandidat som fått fler röster i Falun och Hedenbladh måste återvända hem.
Hedenbladh var son till bergsmannen och kyrkvärden Mats Andersson (1671–1742) på Heden i Falun och hans hustru Brita Christina Troili .